# Gynacantha biharica
Gynacantha biharica – gatunek ważki z rodziny żagnicowatych (Aeshnidae).